# 11494 Hibiki
11494 Hibiki (1988 VM9) là một tiểu hành tinh vành đai chính được phát hiện ngày 2 tháng 11 năm 1988 bởi M. Yanai và K. Watanabe ở Kitami.